# Marios Vrousai
Marios Vrousai (in greco Μάριος Βρουσάι?; Lepanto, 2 luglio 1998) è un calciatore greco, attaccante del Rio Ave.

## Caratteristiche tecniche
È un'ala sinistra che all'occorrenza può giocare anche come trequartista.

## Carriera

### Club

#### Olympiakos ed il prestito al Willem II
Cresciuto nel settore giovanile del Nafpaktiakos Asteras, nel 2015 viene acquistato dall'Olympiacos.
Esordisce in prima squadra il 25 ottobre 2017 disputando l'incontro di Kypello Ellados vinto 3-0 contro l'Acharnaïkos, mentre il 15 aprile 2018 trova la sua prima rete siglando il gol del definitivo 5-1 contro il Kerkyra.
Il 17 gennaio 2019 viene ceduto in prestito per una stagione e mezza alla squadra olandese del Willem II fino al 30 giugno 2020.
Il 1º luglio 2020 torna all'Olympiakos dopo il prestito.

### Nazionale
Ha giocato nelle nazionali giovanili greche Under-19 ed Under-21.
Il 31 agosto 2019 riceve la sua prima convocazione dalla nazionale maggiore greca per le partite valide per le qualificazioni agli Europei 2020 rispettivamente contro Finlandia e Liechtenstein del 5 ed 8 settembre 2019.
Il 5 settembre 2019 fa il suo debutto con la Grecia nella partita valida per le qualificazioni agli Europei 2020 contro la Finlandia, giocando da titolare tutto il match, partita poi persa per 1-0 dalla Grecia.

## Statistiche

### Presenze e reti nei club
Statistiche aggiornate al 28 marzo 2021.
| Stagione          | Squadra           | Campionato        | Campionato | Campionato | Coppe nazionali | Coppe nazionali | Coppe nazionali | Coppe continentali | Coppe continentali | Coppe continentali | Altre coppe | Altre coppe | Altre coppe | Totale | Totale |
| Stagione          | Squadra           | Comp              | Pres       | Reti       | Comp            | Pres            | Reti            | Comp               | Pres               | Reti               | Comp        | Pres        | Reti        | Pres   | Reti   |
| ----------------- | ----------------- | ----------------- | ---------- | ---------- | --------------- | --------------- | --------------- | ------------------ | ------------------ | ------------------ | ----------- | ----------- | ----------- | ------ | ------ |
| ott. 2017-2018    | Olympiacos        | SL                | 4          | 1          | CG              | 2               | 0               | UCL                | -                  | -                  | -           | -           | -           | 6      | 1      |
| 2018-gen. 2019    | Olympiacos        | SL                | 1          | 0          | CG              | 3               | 1               | UEL                | 2                  | 0                  | -           | -           | -           | 6      | 1      |
| gen.-giu. 2019    | Willem II         | ED                | 16         | 4          | CO              | 2               | 0               | -                  | -                  | -                  | -           | -           | -           | 18     | 4      |
| 2019-2020         | Willem II         | ED                | 21         | 2          | CO              | 2               | 0               | -                  | -                  | -                  | -           | -           | -           | 23     | 2      |
| Totale Willem II  | Totale Willem II  | Totale Willem II  | 37         | 6          |                 | 4               | 0               |                    | -                  | -                  |             | -           | -           | 41     | 6      |
| 2020-2021         | Olympiacos        | SL                | 11         | 2          | CG              | 2               | 1               | UCL+UEL            | 3+1                | 0+0                | -           | -           | -           | 17     | 3      |
| Totale Olympiakos | Totale Olympiakos | Totale Olympiakos | 16         | 3          |                 | 7               | 2               |                    | 6                  | 0                  |             | -           | -           | 29     | 5      |
| Totale carriera   | Totale carriera   | Totale carriera   | 53         | 9          |                 | 11              | 2               |                    | 6                  | 0                  |             | -           | -           | 70     | 11     |

### Cronologia presenze e reti in nazionale
| Cronologia completa delle presenze e delle reti in nazionale ― Grecia | Cronologia completa delle presenze e delle reti in nazionale ― Grecia | Cronologia completa delle presenze e delle reti in nazionale ― Grecia | Cronologia completa delle presenze e delle reti in nazionale ― Grecia | Cronologia completa delle presenze e delle reti in nazionale ― Grecia | Cronologia completa delle presenze e delle reti in nazionale ― Grecia | Cronologia completa delle presenze e delle reti in nazionale ― Grecia | Cronologia completa delle presenze e delle reti in nazionale ― Grecia |
| Data                                                                  | Città                                                                 | In casa                                                               | Risultato                                                             | Ospiti                                                                | Competizione                                                          | Reti                                                                  | Note                                                                  |
| --------------------------------------------------------------------- | --------------------------------------------------------------------- | --------------------------------------------------------------------- | --------------------------------------------------------------------- | --------------------------------------------------------------------- | --------------------------------------------------------------------- | --------------------------------------------------------------------- | --------------------------------------------------------------------- |
| 5-9-2019                                                              | Tampere                                                               | Finlandia                                                             | 1 – 0                                                                 | Grecia                                                                | Qual. Euro 2020                                                       | -                                                                     |                                                                       |
| 8-9-2019                                                              | Amarousio                                                             | Grecia                                                                | 1 – 1                                                                 | Liechtenstein                                                         | Qual. Euro 2020                                                       | -                                                                     |                                                                       |
| 1-9-2021                                                              | Basilea                                                               | Svizzera                                                              | 2 – 1                                                                 | Grecia                                                                | Amichevole                                                            | -                                                                     |                                                                       |
| 8-9-2021                                                              | Atene                                                                 | Grecia                                                                | 2 – 1                                                                 | Svezia                                                                | Qual. Mondiali 2022                                                   | -                                                                     | 90+5’                                                                 |
| 14-11-2021                                                            | Amarousio                                                             | Grecia                                                                | 1 – 1                                                                 | Kosovo                                                                | Qual. Mondiali 2022                                                   | -                                                                     | 80’                                                                   |
| Totale                                                                |                                                                       | Presenze                                                              | 5                                                                     |                                                                       | Reti                                                                  | 0                                                                     |                                                                       |

## Palmarès

### Competizioni nazionali
- Campionato greco: 2

Olympiakos: 2020-2021, 2021-2022